# رستوران سیار
رستوران سیار (به چینی: 快餐車) یک فیلم سینمایی اکشن، کمدی و رزمی محصول سال ۱۹۸۴ هنگ کنگ است. نویسنده و کارگردان سامو هونگ، با نقش‌آفرینی جکی چان و سایر بازیگرانِ این اثر یوئن بیائو، لولا فورنر، بنی ارکیدز و خوزه سانچو می‌باشند. این فیلم در بارسلون، اسپانیا فیلمبرداری شد.

## بازیگران فیلم
- جکی چان - توماس
- سامو هونگ - موبی
- یوئن بیائو - دیوید
- لولا فورنر - سیلویا
- بنی ارکیدز - قاتل # ۱
- کیت ویتالی - قاتل # ۲
- هرب ادلمن - هنری مت
- خوزه سانچو -
- سوزانا سنتس - گلوریا
- پل چانگ - پدر دیوید
- آمپارو مورنو - سوزانا
- ریچارد نگ - بیمار روانی (درخشان)
- جان شوم - بیمار روانی (خنده)
- وو ما - بیمار روانی (ساعت)
- لاو سائولانگ -
- بلکی کو - دوچرخه سوار
- مارس
- استنلی فونگ